# Підлісівка (Могилів-Подільський район)
Підлі́сівка — село в Україні, у Ямпільській міській громаді Могилів-Подільського району Вінницької області. Населення становить 675 осіб.

## Історія
7 (20) листопада 1917 року, відповідно до Третього Універсалу Української Центральної Ради, увійшло до складу Української Народної Республіки.
12 червня 2020 року, відповідно до Розпорядження Кабінету Міністрів України № 707-р «Про визначення адміністративних центрів та затвердження територій територіальних громад Вінницької області», увійшло до складу Ямпільської міської громади.
19 липня 2020 року, в результаті адміністративно-територіальної реформи та ліквідації Ямпільського району, село увійшло до складу новоутвореного Могилів-Подільського району.

## Населення
Згідно з переписом УРСР 1989 року чисельність наявного населення села становила 817 осіб, з яких 341 чоловік та 476 жінок.
За переписом населення України 2001 року в селі мешкали 673 особи.

### Мова
Розподіл населення за рідною мовою за даними перепису 2001 року:
| Мова       | Відсоток |
| ---------- | -------- |
| українська | 98,96 %  |
| російська  | 0,74 %   |
| молдовська | 0,30 %   |

## Відомі люди

### Народилися
- Венгер Євген Федорович — український політичний діяч, вчений. Член Політвиконкому Політради партії «Об'єднані ліві і селяни».